# Kaposkeresztúr
Kaposkeresztúr es un pueblo ubicado en el distrito de Kaposvár, en el condado de Somogy, Hungría.

## Superficie
Posee una superficie de 19,80 kilómetros cuadrados.

## Demografía
Hasta 2019 la población era de 318 habitantes, con una densidad de población de 16,06 habitantes por kilómetro cuadrado.